# Bert M. Fernald
Bert Manfred Fernald, född 3 april 1858 i Poland, Maine, död där 23 augusti 1926, var en amerikansk republikansk politiker. Han var guvernör i delstaten Maine 1909–1911. Han representerade Maine i USA:s senat från 1916 fram till sin död.
Fernald arbetade som lärare och var verksam inom mejeri- och telefonbranscherna. Han besegrade Obadiah Gardner i guvernörsvalet 1908 och efterträdde 1909 William T. Cobb som guvernör. Han efterträddes 1911 av Frederick W. Plaisted.
Senator Edwin C. Burleigh avled 1916 i ämbetet och efterträddes av Fernald. Han avled i sin tur år 1926 i ämbetet och efterträddes av Arthur R. Gould. Fernald gravsattes på Highland Cemetery i West Poland i Maine.